# LA CLASSIC
LA CLASSIC（ラ・クラシック）は、2018年1月11日に結成された日本のフリースタイルフットボールチーム。SUPERBALL2015、2022「Double routine部門」2024「Crew Routine部門」の優勝者。

## 略歴
京都府舞鶴市出身。フリースタイルフットボールコンビ。
メンバーであるYOSSHI.とYU-Jは、元世界一のフリースタイルフットボールチーム「ALEG-Re」のチームから2018年に独立した。
2008年、幼なじみでの二人で同じ日に独学でフリースタイルフットボールを始める。
2014年、ブラジルW杯では、開幕戦前から開幕戦後まで約40日間パフォーマンスツアーを行った。
2015年、チェコ・リベレツで開催された「SUPERBALL2015 Double routine部門」で、アジア人初の世界チャンピオンに輝く。世界一の業績を称えられ、京都府よりスポーツ特別奨励賞を授与。また、地元である舞鶴市からも、舞鶴市優秀スポーツ賞特別賞を授与されダブル受賞となった。
2021年、4月9日からFMまいづるにて、自身の番組「LA CLASSIC RADIO」開始した。YOSSHI.は個人でもラジオパーソナリティを務める番組を持つ。
2022年、海外渡航が難しかった二年間を経て、多くのスポンサーやサポーターの応援で再び挑戦した世界大会で二度目の世界一に輝いた。二冠目の業績を称えられ、京都府よりスポーツ特別奨励賞、舞鶴市からも、舞鶴市優秀スポーツ賞特別優秀賞を授与され2度目のダブル受賞となった。同年にアラブ首長国連邦にて開催されたドバイ国際博覧会にて、王族、大臣、知事、事務局長など各国の招待者が集う式典BIEデー（博覧会国際事務局の日）では、和装で蹴鞠や日の丸をイメージした演技を披露し、次回開催の大阪・関西万博2025へ紡むぐ。
2024年、チェコ・リベレツで開催された「SUPERBALL2024 Crew Routine部門」で優勝しCrew Routine部門の初代世界チャンピオンと輝き、2015年コンビとして最初に世界大会に出場した年からフリースタイルフットボールとフットバッグの世界大会の受賞歴を合わせると10年連続表彰台入りの快挙も同時に達成している。
現在は、日本のみ止まらず世界中各地へ飛び回りイベントやTV等のメディアにも出演し、LA CLASSICとしての活動はもちろんだが、フリースタイルフットボールカルチャー発展の為に精力的に活動展開している。
チーム名の由来は、時を超えて残る「名作」「傑作」を創るがコンセプト。また人自体も超一流に、人生を最高傑作に。CLASSICの意味「傑作」「最高水準」「一流」。

## メンバー
- YOSSHI.（よっしー）

本名 / 山本 佳史（やまもと よしひと）京都府舞鶴市出身。
- YU-J（ゆーじ）

本名 / 守島 裕二（もりしま ゆうじ）京都府舞鶴市出身。

## 成績・経歴

### LA CLASSIC
※YOSSHI. & YU-J
フリースタイルフットボール
- 2015年 World Open Freestyle Football Championships「Super Ball」Double Routine部門 優勝 世界一
- 2016年 World Open Freestyle Football Championships「Super Ball」Double Routine部門 世界3位入賞
- 2017年 World Open Freestyle Football Championships「Super Ball」Double Routine部門 準優勝 世界2位
- 2018年 World Open Freestyle Football Championships「Super Ball」Double Routine部門 準優勝 世界2位
- 2019年 World Open Freestyle Football Championships「Super Ball」Double Routine部門 準優勝 世界2位
- 2022年 World Open Freestyle Football Championships「Super Ball」Double Routine部門 優勝 世界一
- 2023 World Open Freestyle Football Championships「Super Ball」Double Routine部門 準優勝 世界2位
- 2024年 World Open Freestyle Football Championships「Super Ball」Crew Routine部門 優勝 世界一

フリースタイルフットバッグ
- 2019年 IFPA World Footbag Championships Open Double routine部門 準優勝 世界2位
- 2020年 IFPA Online Freestyle Footbag World Championships Open Double routine部門 世界3位
- 2021年 IFPA Freestyle Football World Championships – The Final Show Double routine部門 世界3位
- 2024年 World Open Freestyle Football Championships「Super Ball」Double Routine部門 世界3位入賞

### YOSSHI.
※主な個人成績
フリースタイルフットボール
- 2015年 World Open Freestyle Football Championships「Super Ball」Routine部門 世界TOP5
- 2016年 World Open Freestyle Football Championships「Super Ball」Routine部門 準優勝 世界2位
- 2017年 World Open Freestyle Football Championships「Super Ball」Routine部門 世界3位入賞
- 2018年 World Open Freestyle Football Championships「Super Ball」Routine部門 世界3位入賞
- 2019年 World Open Freestyle Football Championships「Super Ball」Routine部門 優勝 世界一
- 2022年 World Open Freestyle Football Championships「Super Ball」Routine部門 世界3位入賞
- 2023年 World Open Freestyle Football Championships「Super Ball」Routine部門 世界2位入賞
- 2024年 World Open Freestyle Football Championships「Super Ball」Routine部門 世界2位入賞

フリースタイルフットバッグ
- 2020年 Most consecutive Eclipses 30 ギネス記録樹立

アサラト
- 2022年 World Asalato Online Battle「ASALATRIBE」特別賞

### YU-J
※主な個人成績
フリースタイルフットボール
- 2019年 World Open Freestyle Football Championships「Super Ball」Kill The Beat部門 優勝

フリースタイルフットバッグ
- 2022年 IFPA Online Freestyle Footbag World Championships Intermediate Routine部門 優勝

## 出演
- ドバイ国際博覧会 BIEデー（博覧会国際事務局の日）
- CLASSIC TV（Eテレ）
- めざましテレビ（フジテレビ）
- フットマップ〜今すぐ行きたい!エエとこツアー〜（関西テレビ）
- かんさい情報ネットten.（読売テレビ）
- おはよう!輝き世代（KBS京都）